# Beatriu I d'Este
Beatriu d'Este (Ferrara, 1192 – Gemmola, 10 de maig de 1226) va ser una noble dama italiana; va ingressar a l'orde benedictí a Pàdua i Gemmola. És venerada com a beata per l'Església catòlica. La principal font per a la seva vida és una biografia escrita per Alberto, germà de l'església de Santo Spirito. Era filla d'Azzo VI d'Este i la seva segona muller, Sofia Leonora, filla d'Humbert III de Savoia, comte de Savoia. Va viure la joventut habitual en una noble de l'època i va ser festejada per Rambertino Buvalelli, trobador de Bolonya. En nou de les seves cansós, Rambertino lloa la bellesa i el tarannà de Beatrice. La relació, però, era purament poètica, exemple d'amor cortès, entre altres raons per la diferència social i d'edat de tots dos. Beatriu va fer-se monja benedictina en fer els catorze anys. Ingressà a l'abadia de Solarola, prop de Pàdua i més tard va fundar una comunitat al monestir abandonat de Gemmola, el 1221. Hi morí en 1226 i fou portada a Pàdua per ésser enterrada a Santa Sofia. D'aquí, les seves restes van ser traslladades en 1256 a la catedral de Santa Tecla d'Este. Una llegenda diu que quan alguna cosa greu havia de passar a la família Este, el cos de la beata es movia a la seva tomba i el soroll podia ser sentit pels seus parents, que en quedaven així assabentats. El seu culte va ser aprovat en 1763, essent proclamada beata.